# Carlisle Floyd
Carlisle Floyd (Latta, 11 giugno 1926 – Tallahassee, 30 settembre 2021) è stato un compositore statunitense di opere.

## Biografia
La maggior parte delle sue opere sono incentrate su temi del sud degli Stati Uniti dove egli è nato. Fra le sue opere più rappresentate vi è Susannah (1955), la più rappresentata negli Stati Uniti dopo Porgy and Bess, considerata il suo capolavoro e composta quando ancora studiava alla University of Florida.
Oltre alle opere liriche, ha composto anche una cantata, Pilgrimage.

## Opere principali
- Slow Dusk (1949)
- Susannah (1955)
- Wuthering Heights (1958)
- The Passion of Jonathan Wade (1962)
- The Sojourner and Mollie Sinclair (1963)
- Markheim (1966)
- Of Mice and Men (1970)
- Flower and Hawk (1972)
- Bilby's Doll, opera in 3 atti e 8 quadri, libretto del compositore (1976) nella Jesse H. Jones Hall for the Performing Arts per lo Houston Grand Opera con Catherine Malfitano
- Willie Stark,  dramma musicale in 3 atti, libretto del compositore (1981) per lo Houston Grand Opera con Bruce Ford
- Cold Sassy Tree, opera comica in 3 atti, libretto del compositore (2000) per lo Houston Grand Opera

## Discografia
- Susannah (Curtin, Cassilly, Treigle; Andersson, 1962) [live] VAI
- The World So Wide con Dawn Upshaw in un estratto da Susannah
- Floyd, Susannah - Nagano/Studer/Ramey/Hadley/Chester, 1994 Virgin Classics - Grammy Award for Best Opera Recording 1995